# جايسون شون الكسندر
جايسون شون الكسندر (بالإنجليزية: Jason Shawn Alexander)‏ هو رسام أمريكي، ولد في 17 سبتمبر 1975 في آيوا في الولايات المتحدة.

## وصلات خارجية
- الموقع الرسمي